# Magny-Cours
Magny-Cours [maɲi kuʁ] ist eine französische Gemeinde mit 1.417 Einwohnern (Stand 1. Januar 2022) im  Département Nièvre in der Region Bourgogne-Franche-Comté.

## Geographie
Auf dem Gemeindegebiet liegt der Circuit de Nevers Magny-Cours, auf dem zwischen 1991 und 2008 der Große Preis von Frankreich der Formel 1 stattfand. 
Hier entspringt das Flüsschen Moussières und entwässert zum Allier.

## Bildung
- Institut supérieur de l’automobile et des transports

## Einwohnerentwicklung
| Jahr                       | 1962 | 1968 | 1975 | 1982 | 1990 | 1999 |
| Einwohner                  | 1113 | 1219 | 1398 | 1551 | 1483 | 1486 |
| Quellen: Cassini und INSEE |      |      |      |      |      |      |